# Dictature militaire en Argentine (1976-1983)
Pour un article plus général, voir Histoire de l'Argentine.
Pour les articles homonymes, voir Dictature argentine.
1976–1983
Entités précédentes :
- République argentine

Entités suivantes :
- République argentine

Le « Processus de réorganisation nationale » (« Proceso de Reorganización Nacional ») est le nom que s'est officiellement donné la dictature militaire argentine de 1976 à 1983, qui imitait ainsi le Proceso de reconstrucción nacional de la dictature uruguayenne. Elle a fait près de 30 000 « disparus » (desaparecidos) et fusillés, 9 000 prisonniers politiques, et 1,5 million d'exilés pour 32 millions d'habitants,, ainsi qu'au moins 500 bébés enlevés aux parents desaparecidos et élevés par des familles proches du pouvoir. 
Trois ans après la fin de la dictature de la Révolution argentine (1966-1973), la junte militaire prit le pouvoir dans un contexte tendu d'affrontements entre les péronistes de gauche et de droite, qui culmina dans le massacre d'Ezeiza le jour du retour du général Juan Perón, en exil depuis vingt ans en Espagne franquiste. Après le renversement le 24 mars 1976 par un coup d'État du gouvernement d'Isabel Perón, le général Videla dirigea la junte, formée d'un représentant de la Marine, d'un autre de l'Armée de terre et d'un de l'aviation.
Quatre juntes militaires se sont succédé jusqu'en 1983. Le régime fut responsable de la mort ou de la disparition de 30 000 personnes (les desaparecidos), de l'exil de millions d'Argentins et de la guerre des Malouines avec le Royaume-Uni. Nombre de militaires étaient proches du nazisme, certains obligeant ainsi les desaparecidos incarcérés dans les centres clandestins de détention à écouter des discours d'Hitler ; l'un des tortionnaires, Jorge Antonio Olivera, devint par la suite l'avocat de l'ex-SS Erich Priebke.
Le volet militaire du programme nucléaire argentin développé sous la dictature sera arrêté lors du retour à la démocratie en 1983 par le président Raúl Alfonsín. Lors de sa présidence, pendant la transition démocratique, un procès de la junte eut lieu, mais les généraux ont par la suite été amnistiés par le président Carlos Menem.

## Quatre juntes successives
- 1976-1981 : Jorge Rafael Videla, Emilio Eduardo Massera et Orlando Ramón Agosti
- 1981-1981 : Roberto Eduardo Viola, Armando Lambruschini, Omar Domingo Rubens Graffigna
- 1981-1982 : Leopoldo Galtieri, Basilio Lami Dozo et Jorge Isaac Anaya
- 1982-1983 : Cristino Nicolaides, Rubén Franco, Augusto Jorge Hughes

## L'idéologie national-catholique de la junte
« s'il est sûr qu'en Argentine il y eût une disparition partielle ou totale de certains groupes politiques - certains ont définitivement disparu -, (...) l'objectif central du Processus de réorganisation national (...) fut précisément de transformer le groupe national argentin, de transformer le sens dans lequel se comprend l'autorité, de transformer les relations sociales, la famille, l'éducation, (...) et en ce sens il est beaucoup plus juste de penser que la dictature s'est proposé la transformation du groupe national argentin à travers l'élimination d'une de ses parties. (...) la terreur nous a tous traversés et a laissé des effets à l'intérieur de chacun de nous. »

— Daniel Feirstein, La dictadura se propuso transformar a toda la sociedad
Le putsch avait été soutenu par l'Église catholique, tandis que la junte reprenait la rhétorique national-catholique de la « Révolution argentine », entrelaçant les thèmes du rétablissement de l'ordre moral chrétien et de la défense de la « civilisation occidentale chrétienne » avec l'anti-communisme. Les secteurs les plus extrémistes de l'armée se reconnaissaient dans la revue intégriste et antisémite Cabildo; les forces armées en général ont été influencées par le catholicisme intégriste développé par « des groupes et des individus tels que la Cité catholique, Jean Ousset, Carlos Sacheri, Jordán Bruno Genta, l'abbé Julio Meinvielle ou la Congrégation des coopérateurs paroissiaux du Christ-roi. »
Ces groupes ont interprété la guerre froide en termes de « choc de civilisation » et leur action en termes de défense de la chrétienté, considérant par ailleurs toute attitude de réforme ou de contestation comme symptôme du « mal communiste ». Des penseurs de l'Inquisition ont même été utilisés par les théologiens néo-thomistes afin de justifier l'usage de la torture et de l'extermination des « infidèles ». Sur quatre-vingt-cinq évêques, seuls cinq se sont opposés à la dictature (dont trois seront assassinés).
Jusqu'à présent[Quand ?], l'Église s'est refusée à reconnaître son rôle dans la légitimation de la dictature et des crimes commis par celle-ci. À l'issue de la condamnation, en octobre 2007, du prêtre Christian von Wernich, accusé d'avoir activement participé aux interrogatoires au cours desquels la torture était employée, le cardinal Jorge Bergoglio (futur pape François) a ainsi déclaré « si un membre quelconque de l'Église avait cautionné, par recommandation ou par complicité, la répression violente, il aurait agi sous sa responsabilité, péchant ainsi gravement contre Dieu, l'humanité et sa conscience ». Le père Ruben Capitanio, lui-même victime de la dictature, a été l'un des rares à avouer la responsabilité de la hiérarchie ecclésiastique.
Selon le journaliste Hernán Brieza, une trentaine d'autres prêtres, certains étant déjà morts, auraient pu être inculpés d'actes de torture. Malgré l’orientation antisémite de la junte, Israël lui fournit une assistance militaire contre les mouvements guérilleros.

## Contexte et déroulement du coup d’État du 24 mars 1976
Le coup d’État a lieu le 24 mars 1976, trois ans après le coup d’État en Uruguay tandis que le Chili, la Bolivie et le Brésil étaient également gouvernés par des juntes militaires. L’Argentine est ainsi le dernier pays du Cône sud à basculer dans la dictature. Cependant, elle n’avait connu que trois ans de démocratie dans un contexte fragile de crise politique (huit chefs d'État en 20 ans), précédés de la dictature catholique-nationaliste de la « Révolution argentine » (1966-73). Les élections de mars 1973, marquant le triomphe du péronisme et le retour au pouvoir du général Juan Perón, avaient été les premières élections véritablement démocratiques, « sans proscription des secteurs majoritaires [ndlr du péronisme] ni limitation grave des libertés civiques », depuis les élections de 1946. Cependant, dès juin 1973, le massacre d'Ezeiza signalait l'intensité des conflits politiques, qui explose à la mort de Perón (juillet 1974). Le coup d'État de 1976 s'inscrit donc dans un contexte d'une crise politique qui durait depuis trente ans, avec tout au long de ces décennies, marquées par une crise économique persistante et l'incapacité de la dictature du général Ongania (1966-70) à y répondre, l'influence déterminante de l'armée sur la scène politique.
En 1975, l’Argentine s'enfonce dans la spirale de la violence, marquée par l'action des guérillas (Montoneros et ERP), de l'extrême-droite (CNU) et du terrorisme d'État, qui préexiste au putsch de mars 1976 avec l'action de l'escadron de la mort de la Triple A, pilotée par le ministre José López Rega, ainsi que par celle des services de police et de l'armée. Dès février 1975, le gouvernement d'Isabel Perón ordonne ainsi l'Opération Indépendance (es) contre l'ERP dans la province de Tucuman (qui s'inspire de la bataille d'Alger) et signe en juillet les « décrets d'annihilation de la subversion » qui étendent l'état d'urgence à tout le pays: la « guerre sale » a déjà commencé, avec les premières disparitions forcées (900 desaparecidos avant mars 1976). Les méthodes d'extermination furent toutefois systématisées après le coup d'État. À cette date, les guérillas sont déjà pratiquement démantelées: le dernier assaut de l'ERP fut le 23 décembre 1975, et ses cadres dirigeants furent envoyés en exil trois mois après le coup d'État, bientôt suivis des cadres Montoneros. Peu après la réussite du putsch, le général Iberico Saint-Jean déclare publiquement « d'abord, nous tuerons tous les subversifs, ensuite leurs collaborateurs, ensuite leurs sympathisants, puis ceux qui demeurent indifférents et, enfin, nous tuerons les indécis. »
Une semaine avant le coup d'État, l'ambassadeur des États-Unis, Robert Hill, informe William D. Rogers, sous-secrétaire d'État chargé de l'Amérique latine, que l'amiral Emilio Massera lui a demandé d'être mis en contact avec des firmes américaines de relations publiques afin de soigner l'image du futur régime militaire: le président Gerald Ford et Henry Kissinger sont donc au courant des préparatifs du coup d'État, et ce dès le 16 février 1976. Cependant, étant donné en particulier la mauvaise image de la dictature de Pinochet, ils préfèrent soutenir prudemment l'armée argentine, tandis que celle-ci décide dès le début de réprimer la population de façon secrète et en dehors du cadre juridique, afin de ne pas alarmer l'opinion publique. Deux jours après le coup d'État, Kissinger déclare vouloir aider les militaires. Le 27 mars 1976, le FMI accorde un prêt de 127 millions de dollars à la junte.
Le 30 mars 1976, l'ambassadeur Hill, dépeignant Videla (nommé commandant en chef de l'armée par Isabel Perón et leader du putsch) comme un « modéré », déclare (confidentiellement) à la Maison Blanche : « Ceci est probablement le coup d'État le mieux exécuté et le plus civilisé de tous les coups d'État de l'histoire argentine ». Il ajoute que les États-Unis doivent se montrer favorables à toute demande d'assistance. Début avril 1976, le Congrès accepte la demande de Gerald Ford, rédigée par Kissinger, de fournir 50 millions de dollars en aide militaire aux généraux.
Le 22 juin 1976, le HCR lance un appel demandant que des visas soient accordés pour permettre aux cibles de la dictature de quitter l'Argentine, la junte s'opposant à leur exil.

## Résolutionno1
La première « Résolution » de la junte priva de leurs droits politiques 36 personnalités du Parti justicialiste (PJ), dont Carlos Menem, Carlos Ruckauf, et Juan Abal Medina, le frère du Montonero abattu en 1970 et secrétaire général du Conseil du PJ de 1971 à 1972.

## La «guerre sale» et l'opération Condor
La junte organisa alors, de manière méthodique et planifiée, la répression massive et systématique des opposants en dehors de tout cadre juridique, via la tactique des disparitions forcées et des vols de la mort. La planification de l'extermination, qualifiée par les militaires de « guerre sale », fut décidée avant même le coup d'État, le contre-amiral Luis María Mendía expliquant par exemple à des marins que, pour sauver l'« idéologie chrétienne et occidentale », la marine devrait, vêtue de civil, pratiquer la torture et mettre en place... 
«  un système d'élimination physique à travers les avions qui, en vol, jetteraient les corps vivants et drogués dans le vide, afin de leur donner ainsi une « mort chrétienne ». »
De même, à la fin de 1977, le général Ibérico Saint-Jean, gouverneur de Buenos Aires, déclarait :
«  D’abord, nous tuerons tous les agents de la subversion, puis leurs collaborateurs et puis enfin leurs sympathisants ; ensuite viendront les indifférents et enfin pour terminer les indécis »

La prétendue « guerre sale », qui, de fait, s'apparentait davantage à des opérations de police politique, à l'aide de quadrillages du territoire, de rafles et d'enlèvements, visait ainsi toute personne considérée comme subversive par la junte, ce qui allait des jeunes adolescents (mineurs compris) distribuant des tracts ou militant contre la hausse des frais d'inscription universitaires, aux journalistes, syndicalistes et prêtres, et finalement aux militants des Montoneros et de l'ERP, les deux principaux mouvements armés de l'époque qui avaient toutefois déjà été pratiquement démantelés, à la suite des différentes opérations de contre-insurrection menée par l'armée sous Isabel Perón, avant le coup d'État. La « nécessité » de cibler la société civile était ainsi décrite, le 6 juillet 1979 dans Clarín, par le général Guillermo Suárez Mason: 
«  Devant l'avancée d'une action totale de la part du marxisme, il est indispensable de mettre en œuvre une réponse intégrale de l'État. Il serait absurde de supposer que nous avons gagné la guerre contre la subversion parce que nous avons éliminé son danger armé. »
Les escadrons de la mort (grupos de tareas, littéralement « groupes de travail »), qui profitaient des rafles pour piller leurs victimes, et les différentes techniques de cette répression massive ont été influencées, entre autres, par l'expérience française lors de la guerre d'Algérie, notamment pendant la dite « bataille d'Alger » .

### L'opération Condor
Buenos Aires, et en particulier la SIDE, coopéra alors avec la DINA chilienne et l'OCOA uruguayenne, ainsi que les autres services latino-américains, dans le cadre de l'opération Condor pour mettre les ressources policières en commun et poursuivre et assassiner chaque opposant politique. Ainsi, ceux qui croyaient trouver l'asile ou, tout au moins, l'indifférence dans les pays voisins, étaient en fait assassinés par la police locale. Parmi les affaires connues, outre le général chilien légaliste Carlos Prats, assassiné dès 1974, on peut citer, dans les assassinats effectués à Buenos Aires dans le cadre de Condor, les parlementaires uruguayens Héctor Gutiérrez Ruiz et Zelmar Michelini, tués en mai 1976 avec les Tupamaros Whitelaw et Carmen Barredo ; l'ex-président bolivien Juan José Torres (juin 1976), le couple uruguayen Zaffaronni, séquestré par le bataillon 601 en septembre 1976 et possibles Tupamaros. Ceux qui s'échappèrent aux États-Unis ou en Europe faisaient l'objet de la « phase 3 » de l'opération Condor, qui prévoyait l'envoi de commandos pour assassiner les figures les plus en vue (assassinat le 21 septembre 1976 de l'ancien ministre chilien Orlando Letelier à Washington D.C., tentatives d'assassinat à Rome, Paris et Madrid). Dès 1976, Washington est parfaitement informé des détails de l'opération Condor.

### Les grandes affaires et les Mères de la place de Mai
Cependant, malgré la stratégie adoptée par Buenos Aires, qui « innove » par rapport à la dictature uruguayenne, qui emprisonnait un habitant sur 450, ou à celle suivie par Pinochet, en tentant de dissimuler l’ampleur de la répression, celle-ci commence rapidement à alerter l’opinion mondiale.
Ainsi, dès le 30 avril 1977, deux semaines après l’enlèvement du directeur de La Opinión, le journaliste Jacobo Timerman, les Mères de la place de Mai commencèrent leurs marches hebdomadaires. Deux semaines plus tôt, le quotidien espagnol El País citait le rapport de la Commission argentine des droits de l’homme (CADHU), à laquelle appartenait notamment l’avocat Rodolfo Mattarollo (es), exilé à Paris et qui travaillera à l’OFPRA, qui est intitulé Argentina: proceso al genocidio. Ce voile levé sur le processus génocidaire de la dictature inquiéta la junte, qui fit séquestrer et assassiner trois des fondatrices ainsi que deux nonnes françaises, Alice Domon et Léonie Duquet, en décembre 1977. Les enlèvements de personnalités célèbres et/ou étrangères contribuèrent ainsi à faire connaître du grand public la nature du régime de « réorganisation nationale » ; l’affaire Timerman, conjointe à l’affaire Graiver, renforçait les critiques d’antisémitisme contre la junte
, tandis que l’enlèvement de nonnes françaises, d’une jeune Suédoise (Dagmar Hagelin), etc., suscitait des tensions importantes avec les consulats étrangers.
Après la séquestration de certaines des fondatrices, les Mères n’abandonnèrent toutefois pas la lutte, et devinrent célèbres lors de la Coupe du monde de football de juin 1978, la télévision hollandaise diffusant alors une de leurs manifestations silencieuses.
À la mi-1978, la junte commença à faire secrètement le bilan de la répression, comptant déjà 22 000 victimes (elle en fera finalement 30 000). Videla, de plus en plus critiqué par l’opinion internationale et embarrassé par les requêtes des familles des desaparecidos, voulait alors « gagner la paix » et s’efforçait de légitimer le régime, en faisant passer les exécutions massives pour des « excès » des forces de sécurité. Au contraire, l’amiral Eduardo Massera recommandait de revendiquer ceux-ci et de rendre publiques les listes de desaparecidos, comptant sur l’appui de l’opinion publique qui, avec l’aide des médias (dont El Clarín et La Nación), soutient majoritairement la lutte contre la « subversion ». Sous la pression de Washington, Videla déclare alors publiquement que la junte tient à la disposition de l'exécutif 3 000 prisonniers. L’ambassadeur des États-Unis, Raul Hector Castro, sait alors que le nombre de desaparecidos est bien plus élevé (en juillet 1978, il cite des informations de la Croix-Rouge, qui vient d’avoir accès à certains centres de détention argentins sous la pression internationale, selon lesquelles il y a plus de 20 000 détenus-disparus). Il recommande dans un câble à la Maison Blanche :
«  Sans légitimer ni pardonner le gouvernement argentin pour la participation aux disparitions, nous ne devons pas appuyer les requêtes visant à les contraindre à rendre compte de celles-ci. »
Le gouvernement de Valéry Giscard d’Estaing était très probablement également au courant des agissements de la junte, puisqu’il intervint en novembre 1977 pour faire rendre à leurs grands-parents deux enfants (3 ans et 6 mois) d’une Française assassinée, Françoise Dauthier,. Ceci leur évita le sort échu à 500 bébés de desaparecidas, placées dans des familles proches du pouvoir, ceci dans un objectif de purification idéologique de la population (les enfants ignorant leur statut d’enfant adopté, et étant élevés par des personnes proches de l’idéologie d’extrême-droite de la junte). Parmi les quelques dizaines de bébés volés identifiés depuis par les Grands-mères de la place de Mai, on peut citer Tatiana et Mara Laura Ruarte (es), les deux premières à avoir été retrouvées par les Grands-mères, dès 1980, Victoria Donda (aujourd’hui députée), Juan Cabandié, María Eugenia Sampallo Barragán (qui a intenté un procès à ses parents après que ces derniers eurent porté plainte pour faux témoignage contre elle),, ou encore la petite-nièce du poète Juan Gelman, donnée à des policiers uruguayens.

### Congrès de la Confédération anticommuniste latino-américaine (1980) et opération Charly

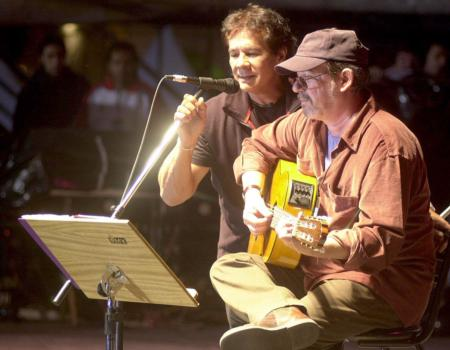
Le Cubain Silvio Rodríguez (à la guitare) avec Víctor Heredia, chanteur argentin proscrit lors de la dictature; sa sœur fut faite desaparecida. Ici en 2006.

Le IVe Congrès de la Confédération anticommuniste latino-américaine (CAL) se tient à Buenos Aires en septembre 1980, sous la présidence du général Guillermo Suárez Mason, chef du Bataillon d'intelligence 601. La CAL est affiliée à la Ligue anti-communiste mondiale (WACL), présidée par le Coréen Woo Jae-sung, également dirigeant de la secte Moon. À part Woo Jae-Sung, le congrès réunit le terroriste international Stefano Delle Chiaie, le major Roberto d'Aubuisson et Luis Ángel Lagos, fondateurs des escadrons de la mort au Salvador, Mario Sandoval Alarcón, aussi chef d'un escadron de la mort au Guatemala et des membres du groupe terroriste anti-castriste Alpha 66. Les Américains John Carbaugh, assistant du sénateur Jesse Helms, et Margo Carlisle, assistant du sénateur James McClure, y participèrent en tant qu'observateurs. Influencé par l'intégrisme, ce congrès (auquel Videla participa aussi) s'oppose fortement à l'administration Carter, accusée d'être « molle » face à la victoire des Sandinistes au Nicaragua, et prépare l'Opération Charly via la théorisation de la doctrine de la « sécurité continentale ».
Cette continentalisation de la guerre sale avait commencé dès le 17 juillet 1980, le général Leopoldo Galtieri appuyant le Cocaine Coup de Luis García Meza Tejada en Bolivie, où se réfugia Klaus Barbie, chef de la Gestapo à Lyon. De 200 à 400 assesseurs argentins participent au putsch, dont le lieutenant Antonio Pernia, bourreau de l'ESMA et le lieutenant-colonel Mohamed Ali Seineldin, ex de la Triple A. Delle Chiaie et le « boucher de Lyon » participent aux opérations. La narco-dictature bolivienne du général Luis García Meza Tejada met sur pied un réseau d'exportation de cocaïne vers l'Amérique centrale grâce à la couverture, sur place, des conseillers argentins. En échange, les narco-trafiquants boliviens financent les groupes paramilitaires de la région, en particulier les contras.
À Tegucigalpa (Honduras), on envoie au dictateur Somoza le colonel Riveiro-Rawson (alias Balita) qui dirige trente hommes, issus en majorité de l'ESMA ou de Campo de Mayo, ou/et de l'extrême-droite (Juan Martin Ciga Correa, de la Milicia, qui participa à l'assassinat du général chilien Carlos Prats).
Selon le témoignage de Leandro Sánchez Reisse, membre du bataillon 601 des services secrets argentins, fait en 1987 devant le Congrès des États-Unis, plus de 30 millions de dollars, issus en partie du trafic de stupéfiants et du trafic d'armes, ont été utilisés dans ces opérations d'extension de la « guerre sale » à l'Amérique centrale. Il déclara aussi alors qu'une personne ayant participé à l'enlèvement du directeur de Fiat France (auparavant Argentine), Luchino Revelli-Beaumont, en 1977, effectué à Paris (et alors mis sur le compte de la « guérilla péroniste »), avait proposé par la suite à la CIA d'engager 50 mercenaires afin d'organiser une opération-commando visant à délivrer les otages américains de Téhéran, plan abandonné en raison du refus de leur donner des assurances-vie.
En 1980, le régime sud-africain, en collaboration avec les services secrets argentins, prévoient de faire débarquer 1 500 guérilleros anticommunistes en Yougoslavie (celle-ci soutenait alors les mouvements anti-apartheid en Afrique du Sud). L'opération vise à aboutir au renversement de Tito et est prévue pendant la période des Jeux olympiques afin que les Soviétiques soient trop occupés pour réagir. L’opération est finalement abandonnée en raison de la mort de Tito et alors que les forcées armées yougoslaves ont relevé leur niveau d'alerte.

## Conflit du Beagle et guerre des Malouines
En 1978, l'Argentine mobilisa ses troupes dans le cadre de l'Operación Soberanía, risquant la guerre contre le Chili, alors gouverné par le général Pinochet, pour une dispute territoriale concernant les îles Lennox, Nueva et Picton. La guerre fut évitée grâce à une médiation du pape Jean-Paul II.
Voyant sa popularité s'effondrer, la junte de Buenos Aires tenta (avec un relatif succès) de remobiliser le pays derrière elle en déclarant la guerre au Royaume-Uni au sujet de l'archipel des Malouines, qui abrite une base militaire britannique. Surpris par l'intervention immédiate du gouvernement Thatcher, l'armée argentine est rapidement écrasée, défaite militaire qui entraîne à son tour la transition démocratique.

## Politique économique et aménagement du territoire
La junte poursuivit une restructuration néolibérale de l'économie, inspirée par le monétarisme, avec à sa tête le ministre José Alfredo Martínez de Hoz (1976-1981).  La junte pariait alors sur un développement fondé sur les exportations du secteur agro-industriel. Martínez de Hoz lance un vaste programme de privatisations et accentue la libéralisation de l'économie, notamment en imposant une loi financière donnant une large liberté au secteur et au mouvement de capitaux. Le train de mesures affaiblit les capacités productives de l'Argentine et accroît la dépendance du pays envers les exportations agricoles pour financer l'importation de biens manufacturés. Ce qui renforce le déficit structurel de la balance commerciale, à l'origine d'une inflation chronique : alors qu'elle s'élevait à un taux annuel moyen de 78 % avant le coup d'État de 1976, elle atteint une moyenne de 191 % pendant la dictature. Les faillites d'entreprises et la désindustrialisation conduisent à la hausse du chômage et à la baisse des salaires.
En juillet 1982, le général Bignone mit Dagnino Pastore, ex-ministre du général Onganía, à l'Économie, et Domingo Cavallo (futur ministre de l'Économie des années 1990) à la présidence de la Banque centrale. Dagnino Pastore admit alors que la dette extérieure s'élève « à plus » de 35 milliards de dollars. Reconnaissant l'état catastrophique de l'économie, il affirma qu'on pouvait parler d'une « urgence nationale ». L'hyperinflation avait dépassé les 300 % en 1981, et était à plus de 220 % en 1982. En sept ans de dictature, la dette extérieure est multipliée par quatre.
Les deux furent toutefois contraints à la démission 53 jours plus tard, le néolibéral Jorge Wehbe devenant ministre. Dès juillet 1982, Buenos Aires entama des négociations avec le FMI pour renégocier la dette externe. Le FMI, au lieu de conseiller la traditionnelle « thérapie de choc », s'abstint, craignant que celle-ci ne provoquât la hausse des contestations sociales. La gestion désastreuse de l'économie - aucun responsable argentin ne pouvait dire dans quelles poches étaient passées 10 des 40 milliards de la dette externe - n'arrangeait pas ces négociations.
Par ailleurs, à la fin des années 1970, l'État obligea 82 % de la population du bourg de Federación, dans la province d'Entre Ríos, à déménager, afin de procéder à des travaux d'aménagement du territoire. L'État plongea alors la ville de Federación sous les eaux, la faisant disparaître, et en créa une autre, inaugurée le 25 mars 1979.
Les généraux contraignirent également la famille du banquier David Graiver, mystérieusement décédé dans un accident d'avion en août 1976, à céder ses parts dans l'entreprise de papeterie Papel Prensa aux journaux Clarín, La Nación et La Razón, pour un prix dérisoire (7 000 dollars). Peu de temps après, le régime fit de la production et de la commercialisation du papier pour la presse un service d'intérêt public. Au cours de l'été 1982, la Banque centrale met en place un ensemble de mesures destinées à réduire l’endettement du secteur privé selon le principe de privatisation des profits et socialisation des pertes. L’État argentin reprend à son compte les dettes des entreprises et privatise tous les bénéfices obtenus par la spéculation financière.
La junte dispose de la collaboration des milieux économiques dans la traque de ses opposants, notamment syndicalistes. La branche argentine de Ford remet aux renseignements militaires la liste de ses travailleurs et les données les concernant. Vingt-quatre sont séquestrés et torturés au sein même de l'entreprise De nombreuses autres entreprises collaborent également : le constructeur automobile allemand Mercedes-Benz, les fabriques de céramique Lozadur et Cattanéo, l'entreprise métallurgique Bopavi, les chantiers navals Astarsa et Mestrina, l'entreprise de transports La Veloz del Norte, la compagnie minière Aguilar, etc.

## Politique universitaire
Considérant que la massification de l'enseignement avait été une cause de la « subversion » estudiantine, la junte s'employa à diminuer le nombre d'étudiants en augmentant les frais d'inscription et en diminuant le nombre de cursus, ainsi qu'en diminuant le nombre de facultés et d'universités (fermeture pure et simple de l'Universidad Nacional de Luján (es) en 1979). De telles conceptions étaient partagées par l'Église catholique, l’archevêque de La Plata, Antonio José Plaza, déclarant ainsi que les « ennemis de la patrie » déployaient leurs « plans sataniques » et leur« action apatride » dans l'université, « foyer de la guérilla organisée ».
Ces objectifs ont été officiellement proclamés dans la loi no 22 207 de 1980, qui visait à « éradiquer totalement du régime universitaire la subversion ». La junte a aussi privilégié l'enseignement privé et augmenté le contrôle politique sur la recherche scientifique. Ainsi, le ministre de l'Éducation Ricardo Pedro Bruera voulait faire baisser le taux d'étudiants dans le supérieur de 25 par 1 000 habitants à 3 pour 1 000. D'environ 500 000 étudiants en 1976, on passa à 402 000 en 1981; par ailleurs, de 58 000 étudiants dans l'enseignement universitaire privé en 1976, on passa à 75 000 en 1982.
| Année | Pourcentage |
| ----- | ----------- |
| 1970  | 14,7 %      |
| 1971  | 14,7 %      |
| 1972  | 14,1 %      |
| 1973  | 14,6 %      |
| 1974  | 15,7 %      |
| 1975  | 13,1 %      |
| 1976  | 6,9 %       |
| 1977  | 7,3 %       |
| 1978  | 10,1 %      |

Les ministres de l'Éducation n'ont pas cessé de changer, leur politique étant sujette aux changements d'orientation des différentes juntes. Tous les ministres avaient comme point commun de provenir de l'Université et d'être proches des cercles catholiques. Il s'agit de Ricardo Pedro Bruera (mars 1976- avril et mai 1977); Albano Harguindeguy, l'un des plus grands responsables des disparitions forcées, également ministre de l'Intérieur (mai - juin 1977); Juan José Catalán (juin 1977-août 1978); Harguindeguy (août - novembre 1978); Juan Rafael Llerena Amadeo (novembre 1978-mars 1981); Carlos A. Burundarena (mars 1981-décembre 1981) et Cayetano Licciardo (décembre 1981- décembre 1983).
Dès le 26 mars 1976, deux jours après le golpe, les recteurs furent remplacés par des délégués de l'armée, qui restèrent en place jusqu'en août-septembre 1976, où ils laissèrent la place à des recteurs civils désignés par leurs soins (Guillermo G. Gallo à La Plata, qui avait déjà été recteur sous la dictature de la « Révolution argentine », et qui fut président du Conseil national des recteurs, le CRUN, de 1976 à 1983, Alberto Constantini à la UBA, qui démissionna rapidement s'opposant à la mainmise du pouvoir militaire sur l'Université, etc.). La nomination des recteurs et des postes d'administration universitaire par l'exécutif militaire fut entérinée par la loi de 1980, qui les déclarait incompatibles avec des responsabilités syndicales ou politiques. Cette même année, le département de philosophie de la UBA organisa un colloque (octobre 1980) destiné à légitimer Videla devant l'opinion internationale.
Des centaines de professeurs démissionnèrent dès le ministère Bruera, qui exigea que tous les noms et CV des membres de l'Université soient remis aux militaires. De nombreux autres soit s'exilèrent, soit furent faits desaparecidos, tandis que les militants des syndicats étudiants (JUP, qui faisait partie de la Jeunesse péroniste, etc.) étaient des cibles privilégiées du terrorisme d'État, qui considérait que le simple fait d'avoir des revendications concernant le prix de la cantine était un signe de « subversion ». Le recteur Gallo, président du CRUN, exigea que tous les étudiants voulant s'inscrire pour l'année scolaire 1977 demandent un certificat de moralité à la police. Il s'opposait par ailleurs à la présence d'étudiants et de professeurs étrangers, considérant qu'ils occupaient des postes qui devraient être attribués aux Argentins.

## Système national d'informatique juridique
Un décret de février 1979 créa le Système national d'informatique juridique (Sistema Nacional de Informática Jurídica), qui visait à « connaître l'information juridique globale, comme moyen auxiliaire pour la création, l'interprétation, l'application et l'exécution des normes en vigueur, depuis les plus générales aux individuelles, ainsi que dans la nécessité de diffuser de façon efficiente le droit positif en vigueur, afin de préserver la sécurité juridique » (sic). Depuis la condamnation, en décembre 2009, du juge fédéral Victor Brusa pour crimes contre l'humanité, plusieurs magistrats ont été inculpés pour leur complicité active avec la dictature.
Parallèlement à cette action d'information, les services de renseignements américains, conformément à la promesse du président Obama, publient le 12 décembre 2016 des documents déclassifiés issus des archives des présidents américains sur la période 1976-1983.

## Poursuites judiciaires et commémoration des victimes de la dictature
Peu avant de se retirer du pouvoir, la Junte s'auto-amnistie. Le président élu Raúl Alfonsín revient toutefois en partie sur ces mesures d'amnistie, tout en devant accorder certaines concessions aux militaires en raison du risque de soulèvement.
En 1985, un Procès de la Junte fut organisé, et quelques hauts responsables de la dictature condamnés. Cependant, l'amnistie vint vite recouvrir cette première tentative d'obtenir justice : la loi du Point final (1986) puis, après un soulèvement des Carapintadas (militaires d'extrême-droite), la loi de l'Obéissance due (1987), interdirent les poursuites au pénal. Enfin, le président Carlos Menem amnistia personnellement, par décret, des centaines de militaires.
Les poursuites ne purent être relancées qu'après l'annulation de ces lois en 2003, sous la présidence du péroniste de gauche Néstor Kirchner. Entre 2005 et 2009, une soixantaine de personnes ont été condamnées. Le Congrès argentin décréta en 2002 la date du 24 mars comme jour de la Mémoire pour la Vérité et la Justice, en commémoration des victimes de la « guerre sale », jour qui a été déclaré férié en 2006, sous la présidence de Néstor Kirchner.
En 2017, la Cour suprême fait bénéficier de la loi « deux pour un » (appliquée entre 1994 pour 2001 pour résoudre le problème de la surpopulation carcérale, définissant que chaque jour passé en détention provisoire au moment d'appliquer la peine prononcée en jugement compte double) à Luis Muina, ancien agent paramilitaire condamné à 13 ans de prison pour enlèvement et torture d'opposants politiques pendant la dictature. Des centaines d'ex tortionnaires pourraient potentiellement bénéficier de cette décision, dont Alfredo Astiz (alors que l'Argentine a été mondialement saluée pour avoir réussi à faire condamner des dizaines de bourreaux depuis les années 2000). Cette décision provoque la colère de nombreux Argentins, une manifestation de 500 000 personnes se réunissant devant la Cour suprême. Pour la députée Victoria Donda, née dans un centre clandestin et qui n'a pas connu ses parents biologiques, tués par des militaires : « Notre président [Mauricio Macri] a publiquement déclaré qu'il ne connaissait pas le nombre de disparus pendant la dictature. Il a récemment voulu supprimer le jour férié commémorant le début de la dictature militaire, la période la plus noire qu'ait connue notre pays. La Cour suprême n'aurait jamais pris cette décision hors de ce contexte politique ».
Le policier franco-argentin Mario Sandoval est extradé par la France en 2019 et condamné en 2022 à quinze ans de prison pour l’enlèvement et la torture d’Hernan Abriata, un étudiant de 24 ans dont le corps n'a jamais été retrouvé.

## La dictature dans la culture

### Filmographie
- Garage Olimpo, film argentin de Marco Bechis sorti en 1999.
- Les deux Papes, un film réalisé par Fernando Meirelles avec Anthony Hopkins et Jonathan Pryce, sorti en 2019.
- Operación masacre, de Jorge Cedron d'après le livre de Rodolfo Walsh tourné durant la dictature de Alejandro Agustín Lanusse en 1972.

### Chanson
- Diego, libre dans sa tête, chanson de Michel Berger, enregistrée successivement par France Gall et Michel Berger et Johnny Hallyday en 1990 avec l'accord de Michel Berger. La chanson évoque les dictatures en Amérique du Sud de manière générale comme celles en Argentine, au Chili, en Uruguay durant les années 70.
- Disparue, une chanson de Jean-Pierre Mader.